# Llista d'alcaldes de la Bastida
Els alcaldes del municipi rossellonès de la Bastida des del 1862 van ser:
| Data inicial | Fi del mandat | Nom                |
| 1862         | 1865          | Pierre Touron      |
| 1865         | 1865          | Jean Malé          |
| 1865         | 1870          | Pierre Touron      |
| 1870         | 1876          | Paul Faitg         |
| 1876         | 1881          | Noell              |
| 1881         | 1883          | Jean Carbonell     |
| 1883         | 1887          | Joseph Taix        |
| 1887         | 1896          | Laguerre           |
| 1896         | 1900          | Pierre Touron      |
| 1900         | 1904          | Vincent Noell      |
| 1904         | 1908          | Jean Coste         |
| 1908         | 1912          | Jean Noell         |
| 1912         | 1916          | Joseph Sarrahy     |
| 1916         | 1918          | Pierre Carrère     |
| 1918         | 1928          | Joseph Sarrahy     |
| 1928         | 1931          | Jacques Carrère    |
| 1931         | 1949          | Jean Casteil       |
| 1949         | 1953          | François Puigségur |
| 1953         | 1971          | Jean Casteil       |
| 1971         | 1995          | Roger Bails        |
| 1995         |               | Daniel Baux        |